# Стан Дерганц
Стан Дерганц (23 квітня 1893, Любляна — 9 серпня 1981, Анкаран) — югославський гімнаст, знаний під прізвиськом Chainman (словенська Verigar).

## Спортивна кар'єра
Стан Дерганц двічі виступив на Літніх Олімпійських іграх 1928 року, де здобув дві бронзові медалі. Одну з них він завоював у дисципліні опорний стрибок, другу виборов у складі збірної команди Югославії. На Олімпійських іграх 1924 року в Парижі він посів четверте місце в індивідуальній комбінованій техніці, п'яте місце у вільних вправах та сьоме місце на коні.
Дерганц також брав участь у чемпіонаті світу зі спортивної гімнастики і завоював багато медалей. На чемпіонаті світу у 1922 році в Югославії він разом з дружиною посів друге місце, здобувши срібло. Стан отримав бронзу в загальній дисципліні та срібло за вправи на перекладині. Спортсмен виступив і на наступному чемпіонаті світу, який проходив у Ліоні, Франція (1926). І тут дружина Югославії здобула срібну медаль в командному змаганні. На жаль, сам Стан не завоював жодної індивідуальної медалі.

## Цікаві факти
Стан Дерганц послужив моделлю для створення першої серії марок словеньскою мовою, а саме марки Веригар з кінця 1918 року:

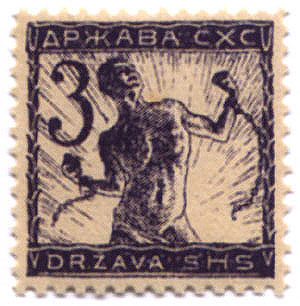
3 галери
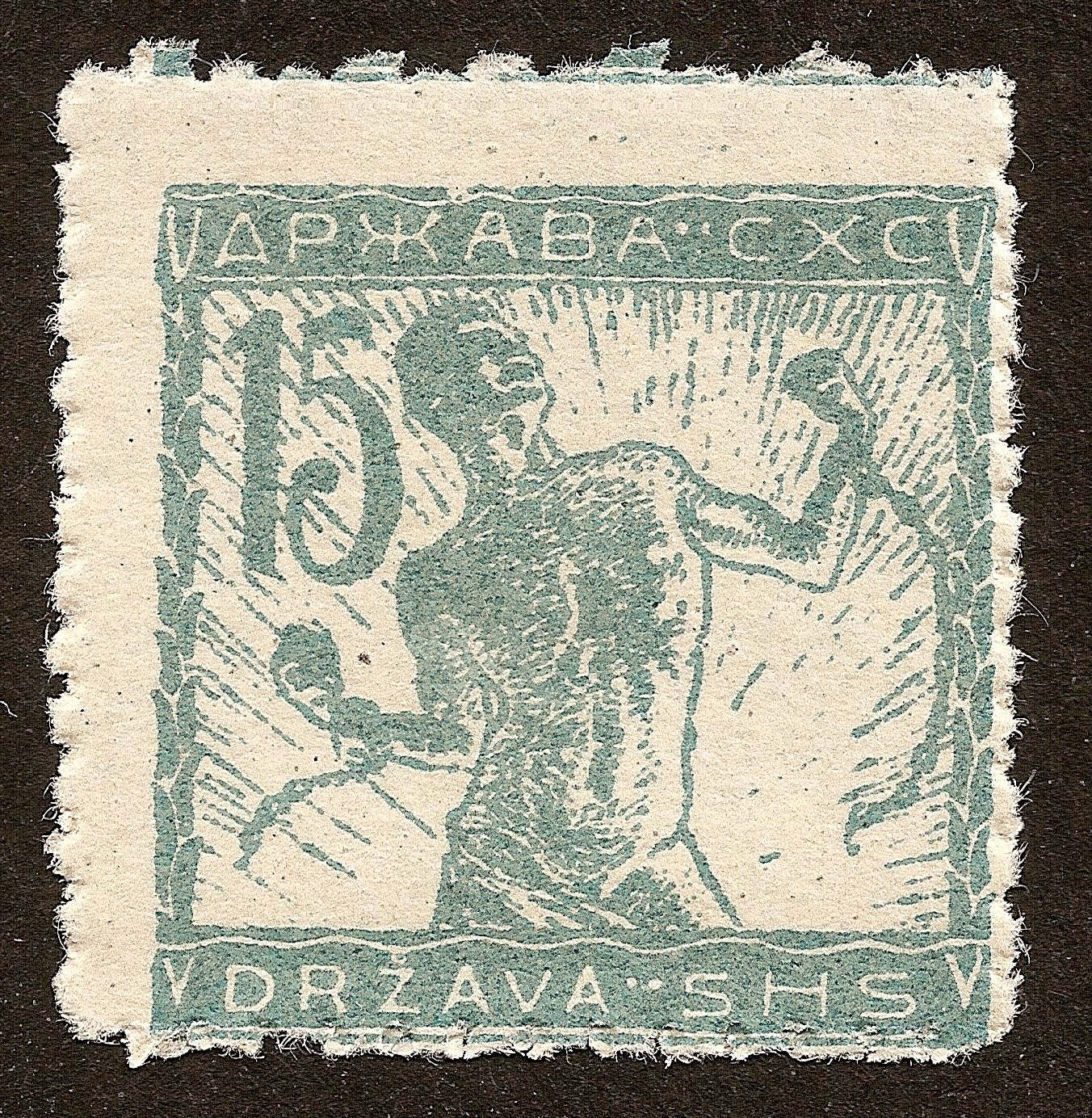
15 галерів
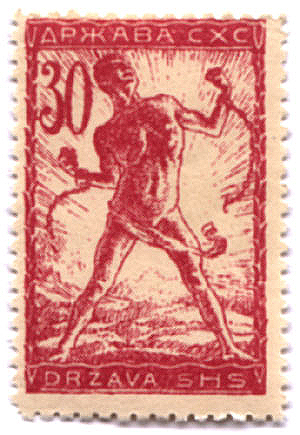
30 галерів